# C.P 컴퍼니
C.P. 컴퍼니(C.P. Company)는 1971년 디자이너 마시모 오스티 (Massimo Osti)에 의해 설립된 이탈리아의 브랜드이다. 처음에는 그의 패션 사업가 친구 코라도 자노이 (Corrado Zannoni)의 제안에 의해 체스터 페리 (Chester Perry)라고 불리었다. 1978년 체스터 배리와 프레드 페리가 그들의 이름과 성을 사용하라는 소송을 제기하면서 이름이 바뀌었다.
C.P. 컴퍼니의 의류 디자인은 종종 군복과 작업복에 대한 연구와 디자인을 수행한다. 기능적이고 군대에서 영감을 받은 외투와 혁신적인 직물, 가공 기술, 디자인으로 알려지게 되었다. 1988년에 출시된 밀리 미그리아 (Mille Miglia) 재킷은 후드에 두 개의 투명 렌즈인 "고글"과 손목시계용 렌즈로 구성되어 있다. 1975년부터 C.P. 컴퍼니는 약 40,000벌 이상의 의류를 생산했다. 오늘날, 이 브랜드는 영국의 '풋볼 훌리건' 하위 문화 내에서 많은 팬을 만들어냈다. C.P. 컴퍼니는 현대식 야상 재킷, 소프트 쉘 고글 재킷, 렌즈 소매 맨투맨 등을 계속 공급하고 있다.

## 소유
1984년, 오스티(Osti)는 자신의 회사 주식을 GFT (Gruppo Finanziario Tessile)에 매각했지만, 1994년까지 이 브랜드의 스타일리스트로 남아있었다. 1993년 카를로 리벳티 (Carlo Rivetti)가 이 브랜드를 인수했다. 리벳티는 C.P. 컴퍼니에서 스포츠웨어 컴퍼니로 회사 이름을 바꾸었다. 2010년에 엔조 후스코 (Enzo Fusco)의 FGF 인더스트리 S.P.A.에 매각되었다.
2015년 홍콩의 의류그룹 트리스테이트홀딩스(Tristate Holdings)가 이 회사의 지적 재산을 인수했다.(홍콩: 0458).

## 같이 볼것
- 스톤 아일랜드